# Sarah Hay
Pour les articles homonymes, voir Hay.
Sarah Hay, née le 16 septembre 1987 à Princeton (New Jersey) aux États-Unis, est une actrice et une danseuse américaine.
Son interprétation du personnage de Claire Robbins, rôle principal de la mini série télévisée Flesh and Bone, est récompensée par un Satellite Award et lui permet d'être nommée aux Golden Globe Awards, aux Critics' Choice Television Awards et aux Women's Image Network Awards.

## Biographie
Sarah Hay grandit à Princeton, sa ville natale, et à New York auprès d'une sœur et d'un frère plus âgés et de ses parents, tous deux psychologues,. Son grand-père était membre de l'orchestre philharmonique de New York. Passionnée par la danse depuis toujours, elle rejoint à l'âge de huit ans la School of American Ballet à New York et plus tard, la Jacqueline Kennedy Onassis School de l'American Ballet Theatre,. Mais à cause des remarques de certains professeurs au sujet de son physique, trouvant qu'elle a trop de formes, suggérant même une réduction mammaire ce qu'elle refuse de faire, Sarah Hay déménage à Dresde en Allemagne et intègre le ballet du Semperoper où elle trouve en la personne d'Aaron Watkin un directeur de ballet qui l'encourage et croit en elle,,.
Sarah Hay a fait ses débuts d'actrice à l'âge de neuf ans dans un épisode de la série musicale direct-to-video Les Jumelles font la fête (You're Invited to Mary-Kate & Ashley's) qui met en vedette les sœurs jumelles Mary-Kate et Ashley Olsen.
En 2010, elle apparaît dans le film de Darren Aronofsky Black Swan y jouant une danseuse du corps de ballet.
C'est le rôle de Claire Robbins, une danseuse venue à New York qui doit faire face aux difficultés de la vie de ballet, personnage principal de la série télévisée Flesh and Bone, qui la révèle et lui vaut de remporter le Satellite Award de la meilleure actrice dans une mini-série ou un téléfilm et d'être nommée notamment pour le Golden Globe de la meilleure actrice dans une mini-série ou un téléfilm.

## Filmographie
Sauf indication contraire, les informations mentionnées dans cette section peuvent être confirmées par la base de données cinématographiques IMDb,  présente dans la section « Liens externes ».

### Télévision
- 1997 : Les Jumelles font la fête - Une journée au New York City Ballet (You're Invited to Mary-Kate & Ashley's Ballet Party) : Stephanie
- 2015 : Flesh and Bone : Claire Robbins (Rôle principal - 8 épisodes)
- 2017 : I'm Dying Up Here : Tawny Lee (Saison 1, 4 épisodes)
- 2017 : Room 104 : La jeune femme (Saison 1, épisode Si j'étais toi (Voyeurs))
- 2017 : Sea Oak de Hiro Murai : Angela Silveri (téléfilm, pilote de série)
- 2018 : 9-1-1 : Jesse (Saison 1, épisode Le Cœur au ventre (Pilot))
- 2019 : The Lost Boys de Catherine Hardwicke : Mollie (téléfilm, pilote de série)

### Cinéma
- 2010 : Black Swan de Darren Aronofsky : Danseuse du corps de ballet
- 2017 : It's No Game d'Oscar Sharp : Rhea L. Deal (court métrage)
- 2018 : Braid de Mitzi Peirone : Tilda Darlings / la fille
- 2019 : Extracurricular Activities de Jay Lowi : Sydney Vaughn
- 2019 : The Mortuary Collection de Ryan Spindell : Carol
- 2022 : Mid-Century de Sonja O'Hara : Marie Verdin
- 2022 : Unidentified Objects de Juan Felipe Zuleta : Winona
- 2022 : Confession de Dayna Hanson : Alicia

prochainement
- Twin Flames de Stacy Jorgensen : Ella (court métrage)

### Clips vidéo
- 2020 : Agoraphobia (version acoustique) de Incubus (coréalisation avec Brandon Boyd)
- 2023 : Fly On Your Wall de Brandon Boyd, réalisé par Shawn Hanna[8]

## Distinctions

### Récompenses
- 2015 : Satellite Award de la meilleure actrice dans une mini-série ou un téléfilm pour le rôle de Claire Robbins dans Flesh and Bone[9]

### Nominations
- 2016 : Golden Globe de la meilleure actrice dans une mini-série ou un téléfilm pour le rôle de Claire Robbins dans Flesh and Bone[10].
- 2016 : Critics' Choice Television Award de la meilleure actrice dans une mini-série ou un téléfilm pour le rôle de Claire Robbins dans Flesh and Bone[11].
- 2016 : Women's Image Network Award de la meilleure actrice dans une mini-série ou un téléfilm pour le rôle de Claire Robbins dans Flesh and Bone[11].